# 直蕊宿柱薹
直蕊宿柱薹（学名：Carex orthostemon）为莎草科薹草属下的一个种。

## 扩展阅读
- 維基物種上的相關：直蕊宿柱薹